# Komorač
Komorač (lat. Foeniculum), biljni rod i porodice štitarki (Apiaceae) kojemu pripada pet vrsta, među kojima i obični komorač (Foeniculum vulgare), biljka koja raste una Mediteranu, te sjevernoafričke vrste F. scoparium i F. subinodorum. Ostali nazivi roda su komarač, koromač. 
Ime mu dolazi od latinskog foenum (=sijeno), i to zbog uskog lisnog vrha koji osušen izgleda kao sijeno. Obični komorač medonosna je biljka, a svi njegovi dijelovi su aromatičnog i slatkastog okusa. Domovina su mu zemlje južne Europe.
Ne smije se brkati s rodom koramač (Ferulago), koji također pripada porodici štitarki, a u Hrvatskoj su poznate vrste šumski (Ferulago sylvatica) i smolasti koramač ili devesilja brazdasta (F. campestris).

## Vrste
1. Foeniculum piperitum (Ucria) C.Presl[3]
2. Foeniculum sanguineum Triano & A.Pujadas
3. Foeniculum scoparium Quézel
4. Foeniculum subinodorum Maire, Weiller & Wilczek
5. Foeniculum vulgare Mill.